# دانشگاه کالیفرنیا، سانتا کروز

دانشگاه کالیفرنیا، سانتا کروز (به انگلیسی: University of California, Santa Cruz) از دانشگاه‌های ایالتی آمریکا، و در غرب شهر سان فرانسیسکو از ایالت کالیفرنیا واقع است.

## نگارخانه

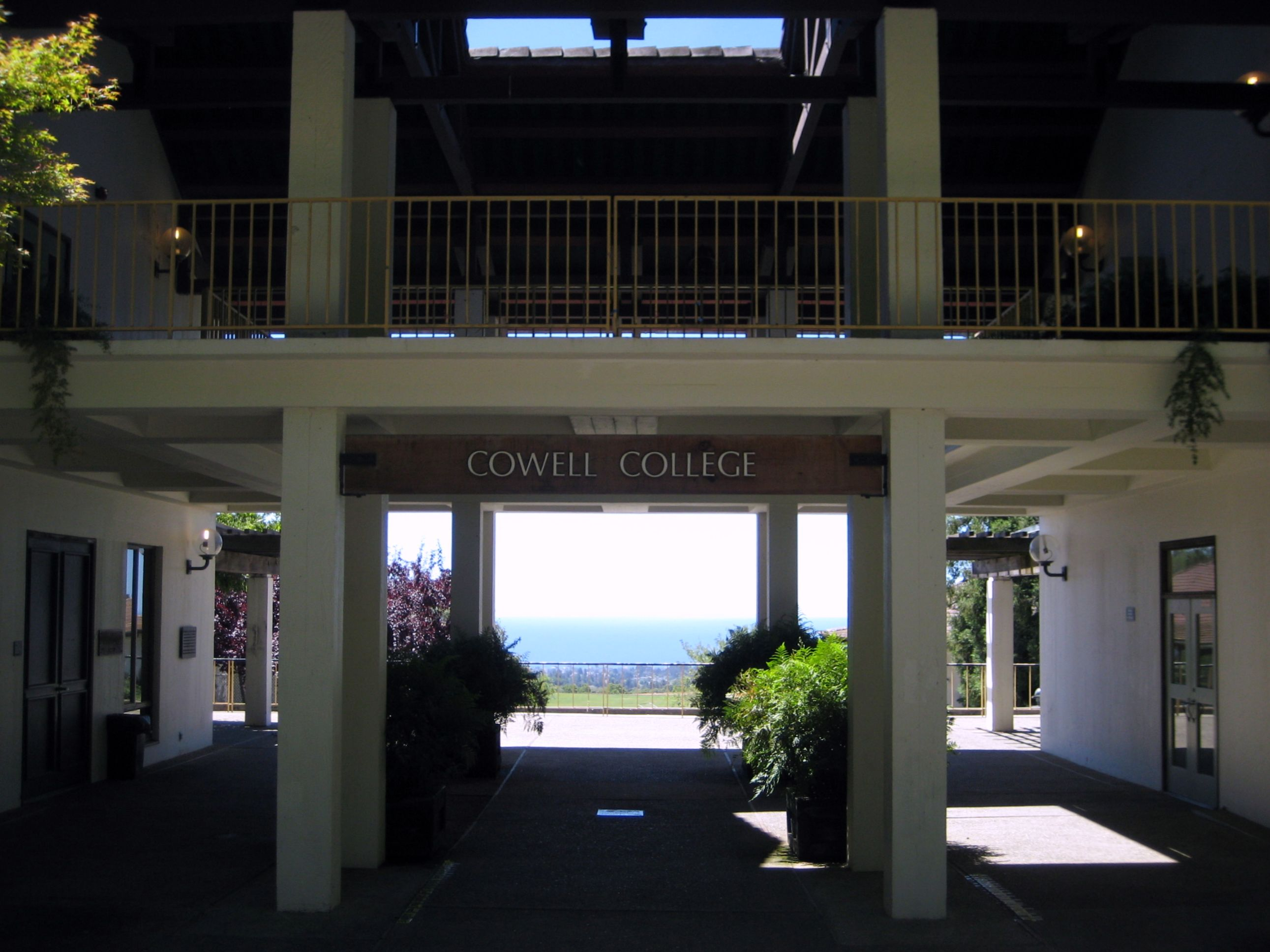
Cowell College
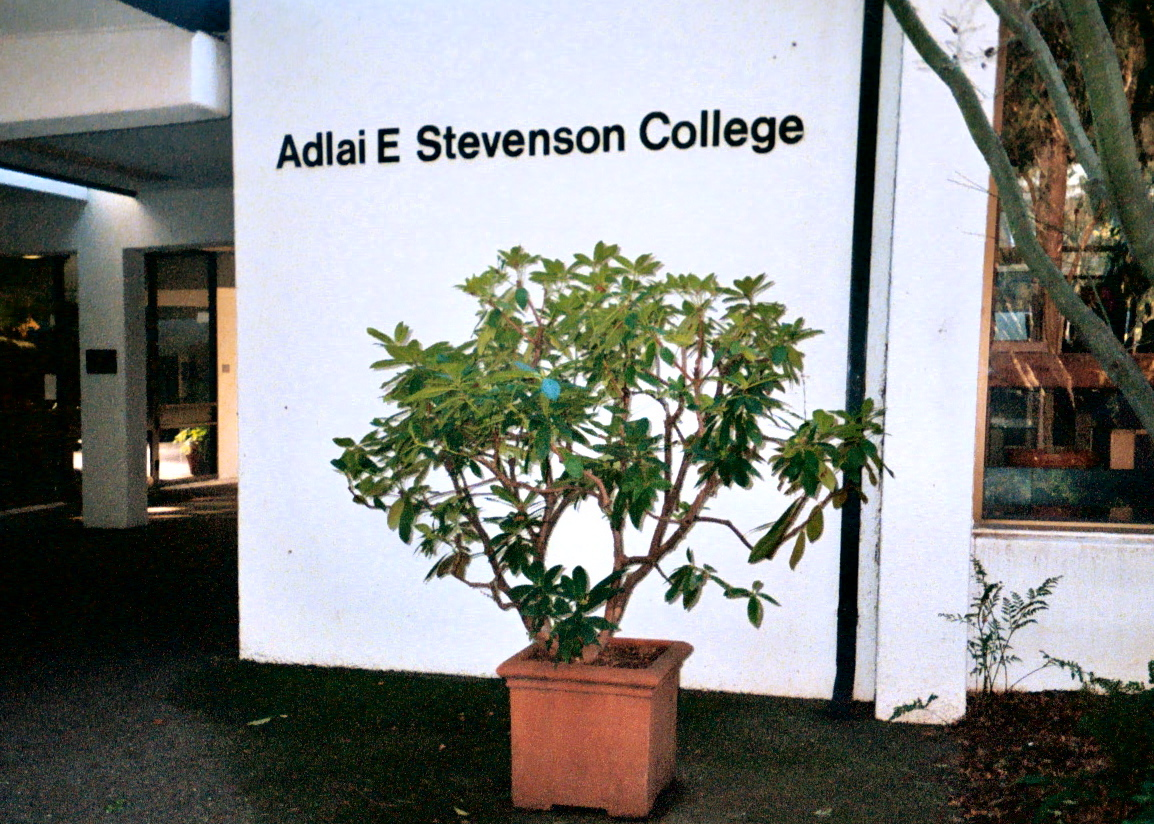
Stevenson College
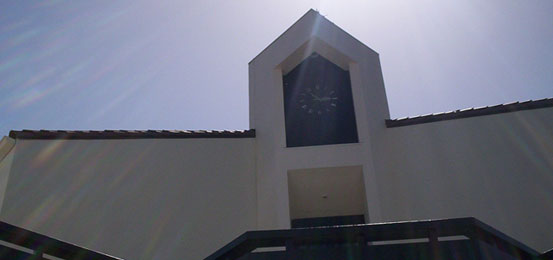
Crown College
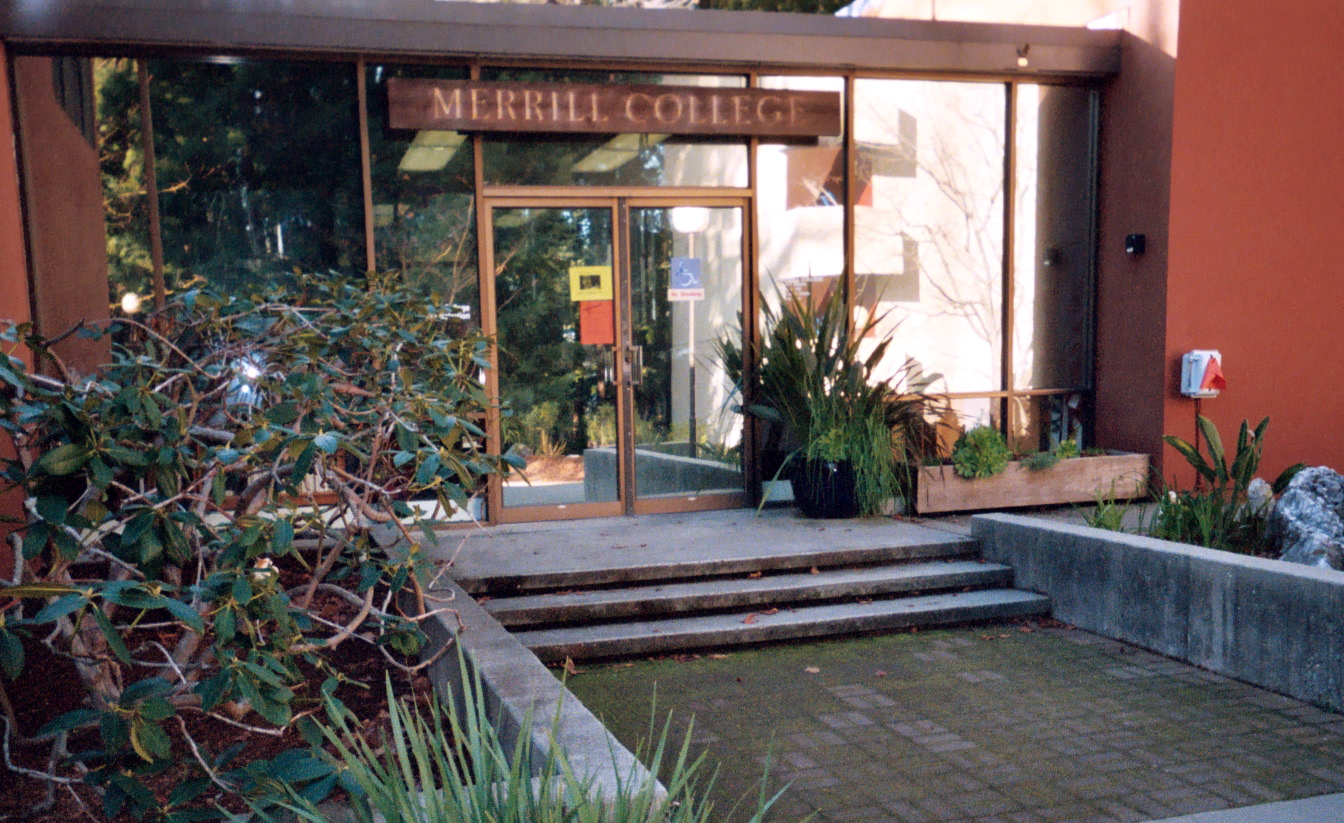
Merrill College
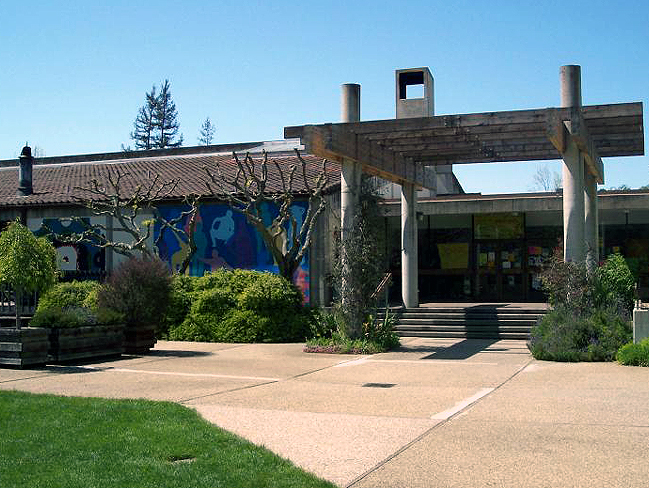
Porter College
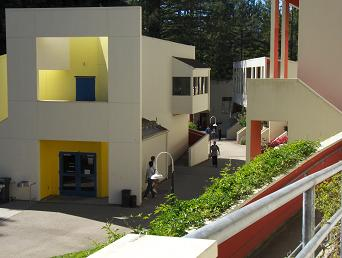
Kresge College
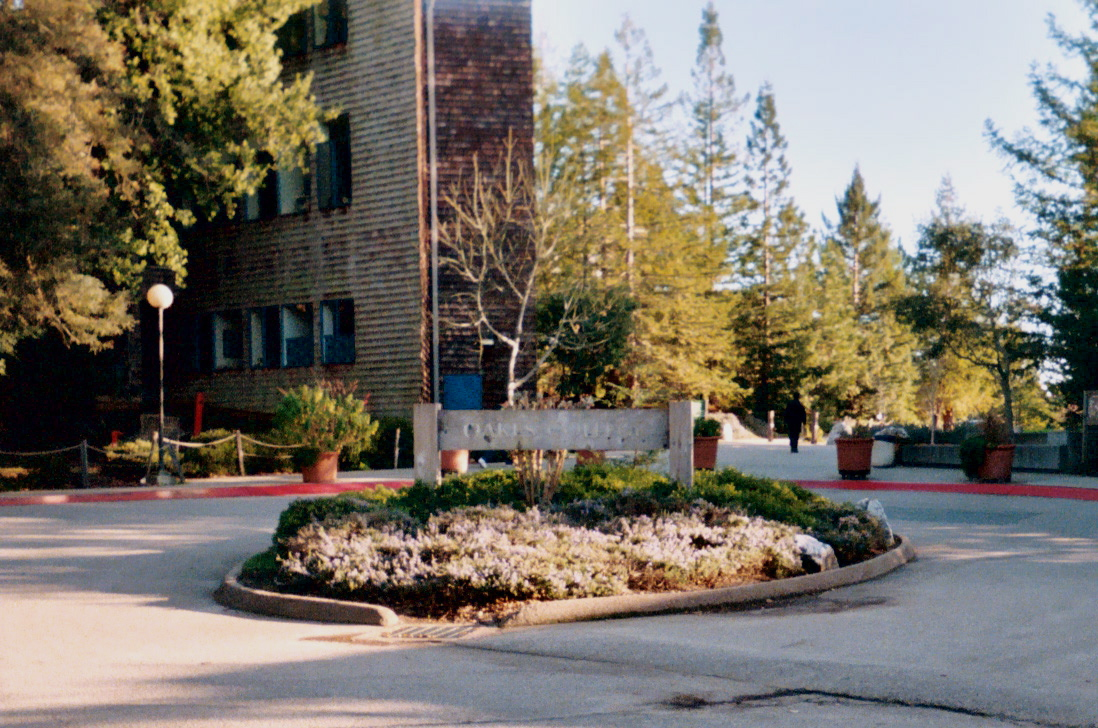
Oakes College
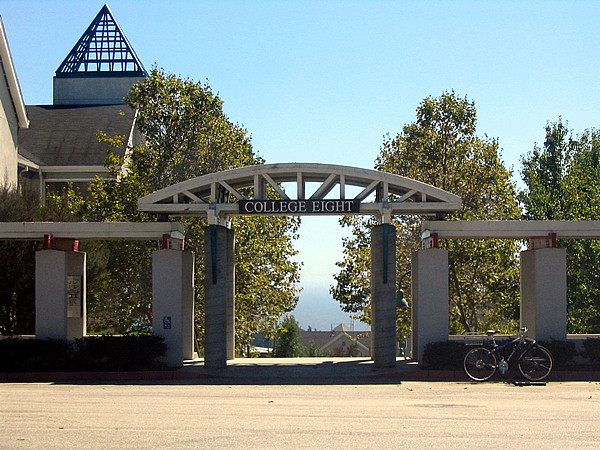
College Eight
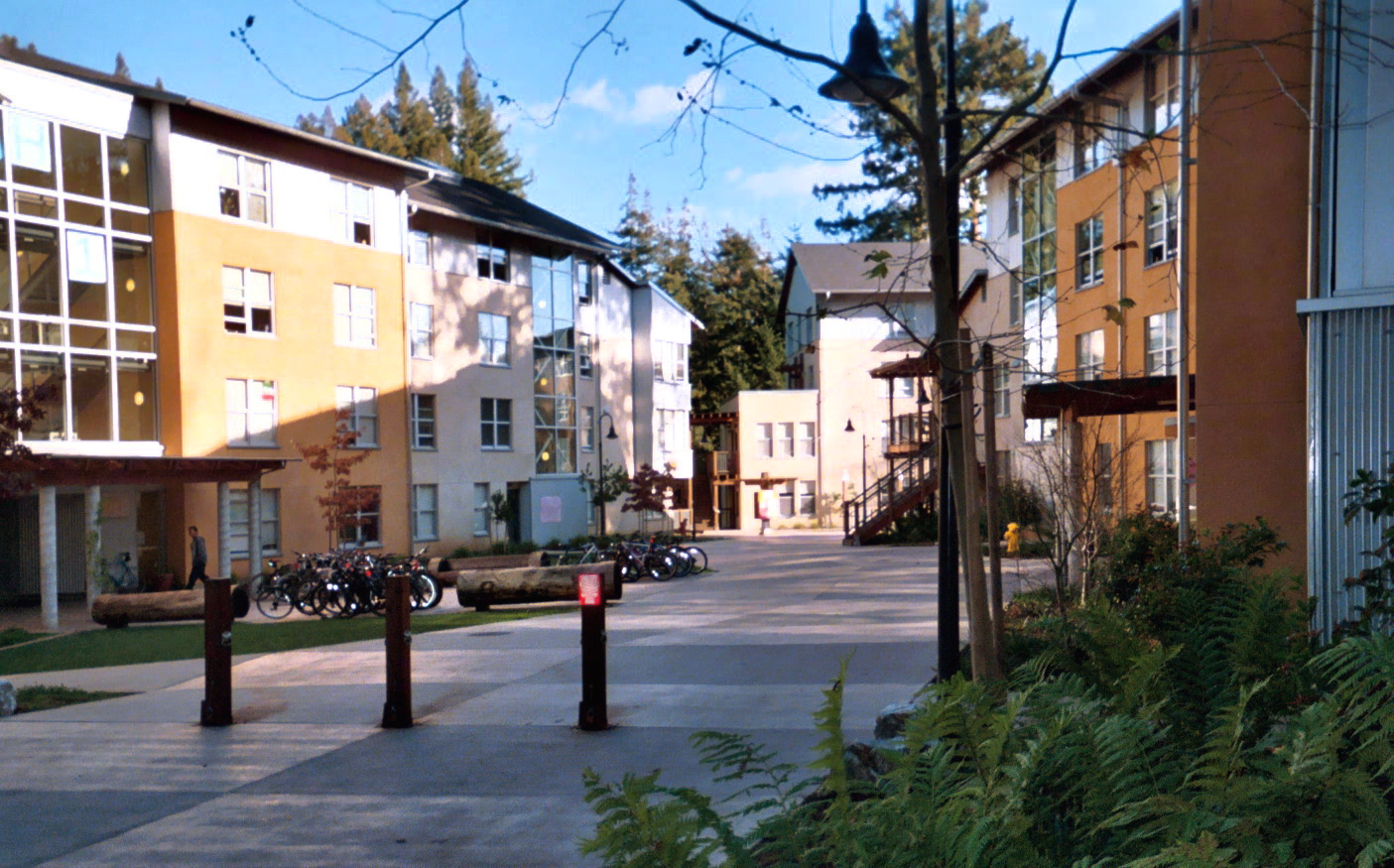
College Nine
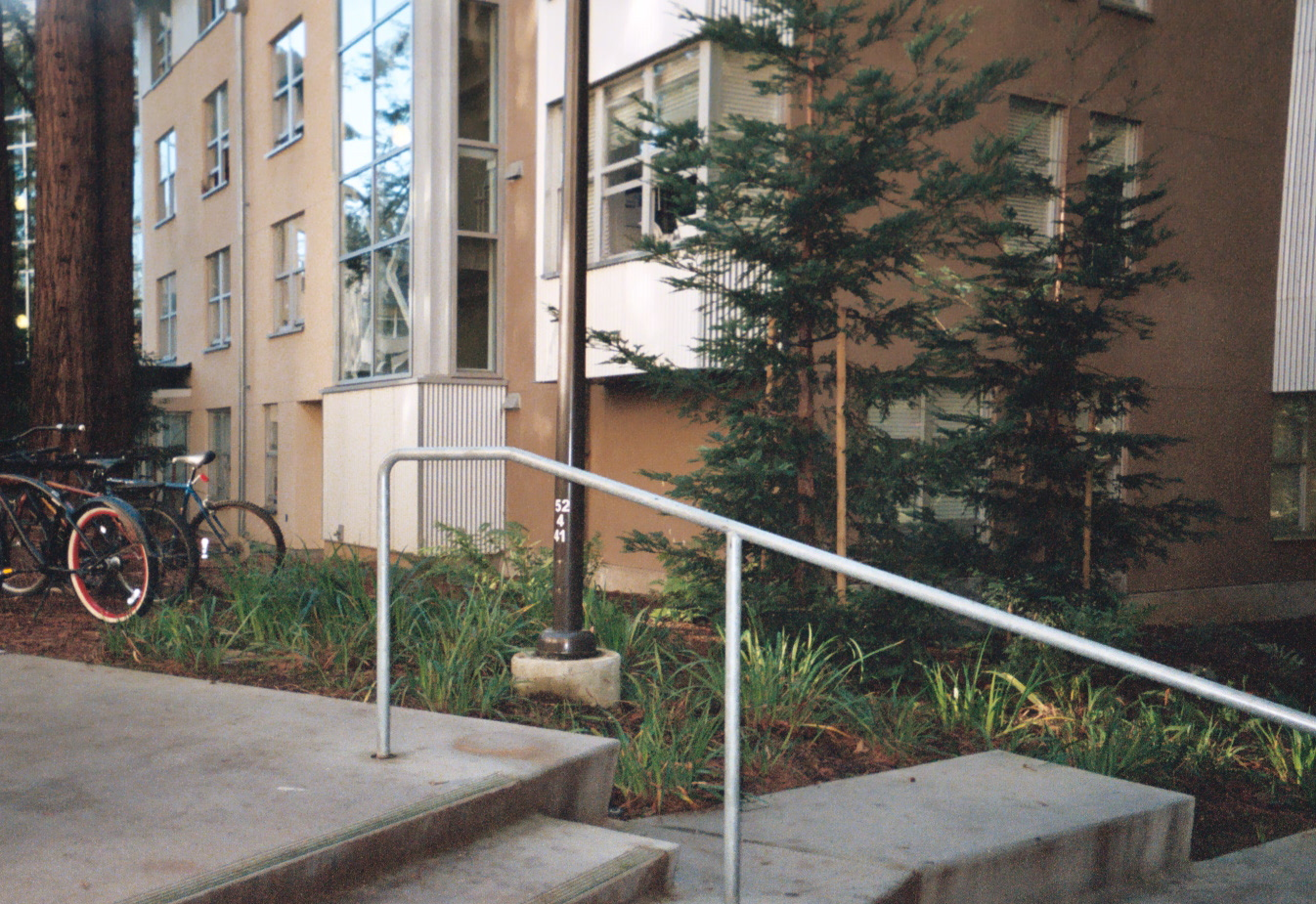
College Ten
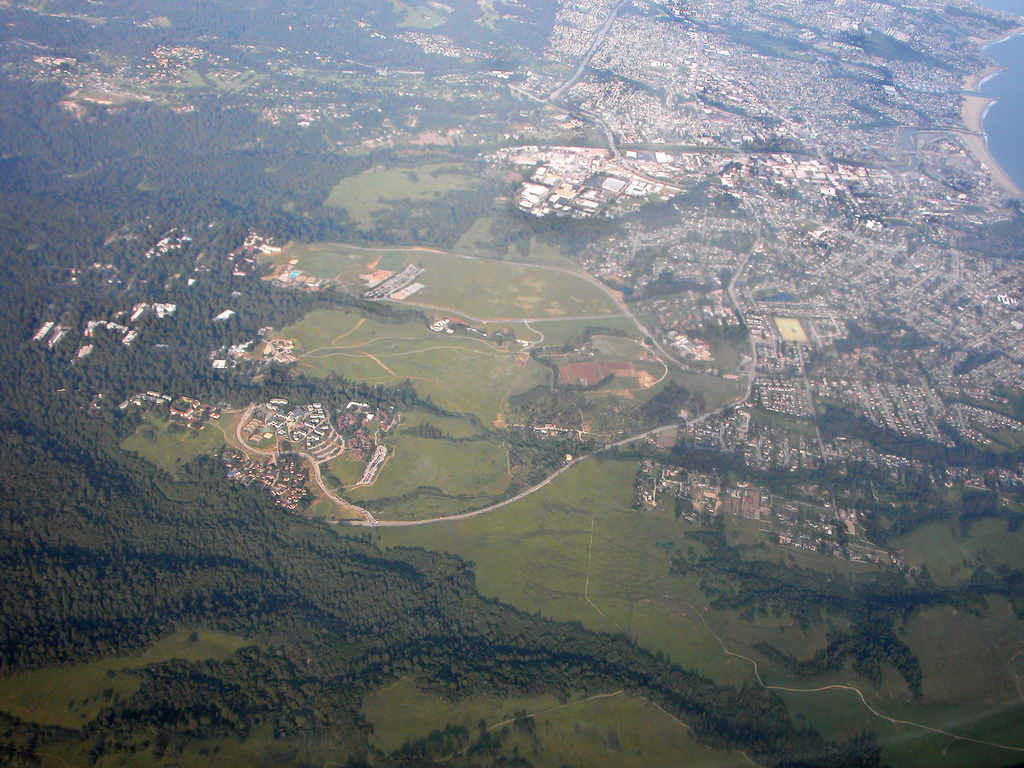
عکس هوایی از دانشگاه و شهر سانتاکروز
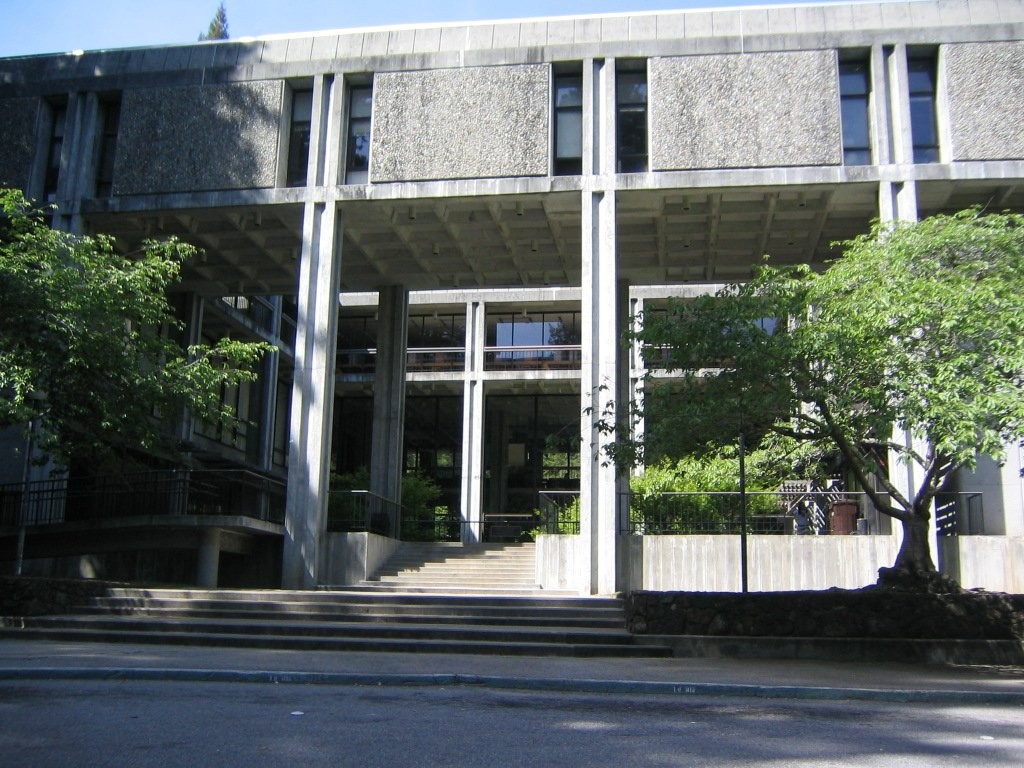
ورودی کتابخانه مک هنری